# Penisio Lutui
Penisio Lutui (ur. 16 stycznia 1951) – francuski lekkoatleta, który specjalizował się w rzucie oszczepem.
Złoty medalista igrzysk śródziemnomorskich, które w 1979 roku gościł Split. Francuz uzyskał tam wynik 81,08. Srebrny medalista igrzysk południowego Pacyfiku (1975). Mistrz Francji w 1977, 1978, 1979 oraz 1981. Reprezentant kraju w zawodach pucharu Europy. Rekord życiowy: 83,46 (1 lipca 1979, Genewa) – wynik ten do 1980 był rekordem Francji.